# 長者山
長者山（ちょうじゃさん）とは、青森県八戸市にある標高40mの丘である。

## 概要
長者山は八戸市糠塚地区の北に位置する標高40mの独立小丘である。八戸市中心市街地から南側に位置し、頂上には長者山新羅神社が鎮座している。ふもとには大慈寺・南宗寺などの社寺がある。藩政時代は、八戸城下町の南側を防衛する砦の機能を果たしていたと言われている。長者山は松林が生い茂っており、社寺独特の雰囲気を醸し出している。片町朝市の会場は長根公園に引き継がれている。
八戸三社大祭では神明宮の天照大神・龗神社の高龗神・長者山新羅神社の新羅三郎義光を奉斎しているため、神明宮の天照大神・龗神社の月読・長者山新羅神社の素戔嗚尊という三貴子は歴史的に揃った祭神として扱われておらず、主祭神ではなく合祀である龗神社の月読が祀られた経緯は定かではない。

## 歴史
- 享保6年（1721年）に始まった八戸三社大祭の際には、境内に出店や芝居小屋が立ち並んで賑やかになり始めた。また、例祭時以外にも、相撲や芝居などの興行が開催されて、近隣村民の憩いの場になっていた。
- 寛保3年（1743年）の「奥州南部糠部順礼次第全」によると、長者山の頂上に長者山新羅神社の「三社堂」のほかに、長者観現、牛頭天王の諸堂があったという記録がある。
- 安永時代（1772年〜1781年）、鉄砲の射撃訓練が長者山で何度も行われた。